# Morina nepalensis
Morina nepalensis là một loài thực vật có hoa trong họ Kim ngân. Loài này được D. Don mô tả khoa học đầu tiên năm 1825.

## Hình ảnh

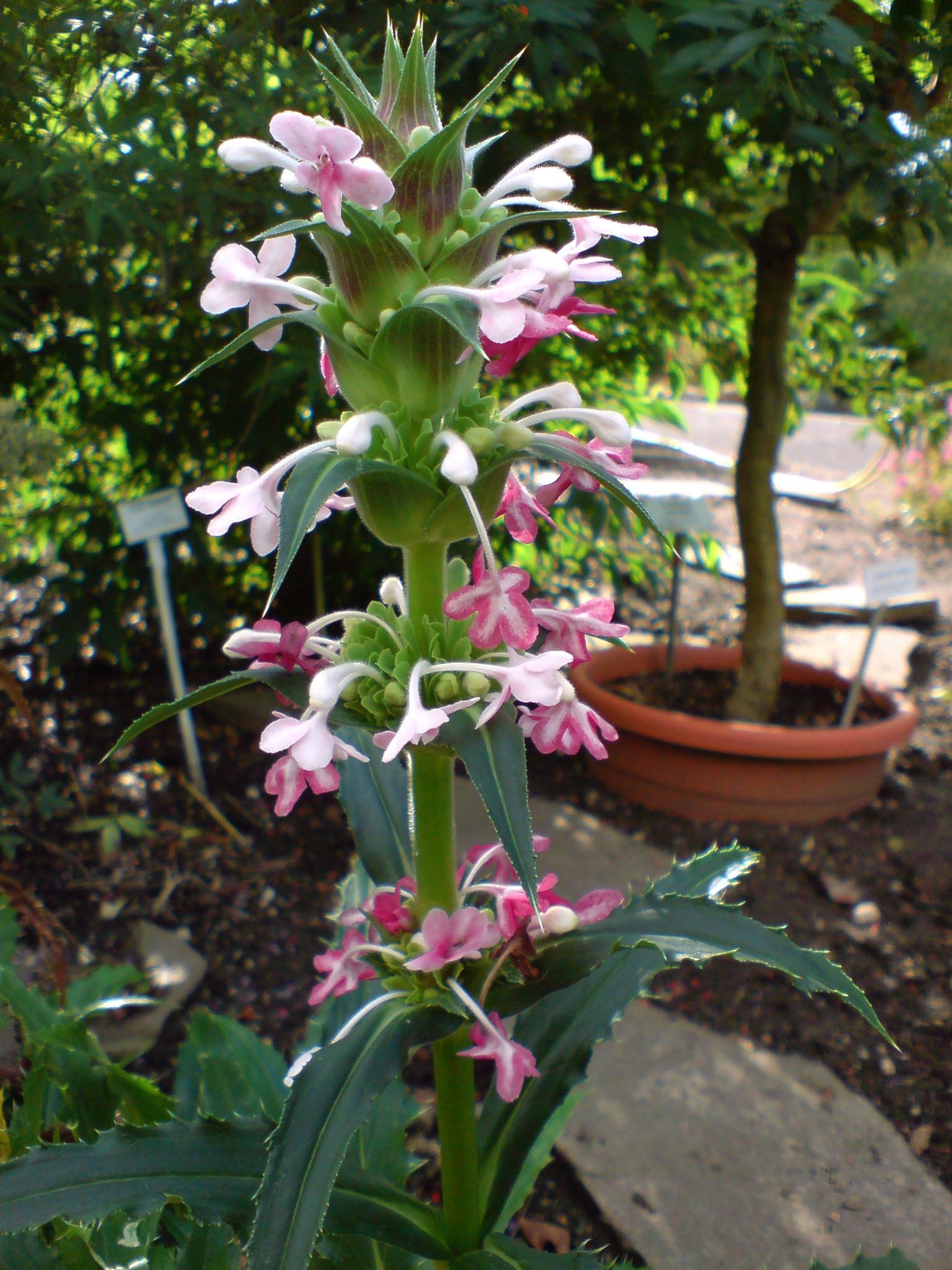